# FlyKKiller
FlyKKiller – polsko-brytyjski duet muzyczny. Jest wspólnym przedsięwzięciem muzycznym małżeństwa Pati Yang i Stephena Hiltona.

## Dyskografia

### Albumy
- Experiments in Violent Light ( 15 października 2007,  29 lutego 2008)

### EP
- FlyKKiller EP ( 5 marca 2007)
- Flykkiller and Guests – Seven Stiches Mixtape ( 2007)
- Peroxide EP ( 4 czerwca 2007)
- Fear EP ( 1 października 2007)
- Shine Out Shine Out EP ( 21 kwietnia 2008)

### Single
- Peroxide ( 4 czerwca 2007)
- Fear ( 1 października 2007)
- Shine Out Shine Out ( 21 kwietnia 2008)